# Compsothrips brunneus
Compsothrips brunneus är en insektsart som först beskrevs av Ian A. Hood 1941.  Compsothrips brunneus ingår i släktet Compsothrips och familjen rörtripsar. Inga underarter finns listade i Catalogue of Life.